# Antonella Clerici
Antonella Clerici (n. 6 decembrie 1963, Legnano, Lombardia, Italia) este o moderatoare de televiziune italiană.